# Йеротей Триандафилидис
Йеротей или Еротей (на гръцки: Ιερόθεος, Йеротеос) е гръцки духовник, митрополит на Цариградската патриаршия.

## Биография
Роден е със светското име Триандафилидис (Τριανταφυλλίδης) или Хадзипапас (Χατζηπαπάς) в Цариград и затова носи прякора Византийски (Βυζάντιος, Византиос). Според Арсени Костенцев е млечен брат на солунския валия Хюсни паша и затова имал голямо влияние пред мюсюлмани и християни.
През март 1853 година е избран за камбанийски епископ.

### Струмишки владика
През май 1861 година става струмишки митрополит. В 1862 година Йеротей е сред подписалите официалната ранглиста на архиерейските престоли на Цариградската патриаршия, утвърдена от патриарх Йоаким II Константинополски и Светия Синод. На 1 март 1862 година заминава за епархията си. Владиката влиза в силен конфликт с Арсени Костенцев, открил българско училище в село Робово. През ноември 1862 година местния чорбаджия Мицо Караджата и Костенцев изхвърлят Йеротей Струмишки от Робово. На 24 юни 1866 година отново пристига в Цариград.
Стефан Салганджиев пише за Йеротей като струмишки владика:
| „ | За тоя кръвопиецъ владика, нека ми бѫде позволено да отстѫпя за минута отъ прѣдмета си и кажа нѣколко думи по подвизитѣ му противъ българското движение въ епархията му. Този духовенъ пастиръ (Боже съхрани!), както се говорѣше, билъ родомъ българинъ; той най-много и безжалостно е прѣслѣдвалъ българщината въ града и ония въ епархията си, които сѫ проявявали знакове на българско чувство, проповядвали между заблуденитѣ въ грьцизма свои еднородни да познаятъ, че не сѫ гърци, но че въ жилитѣ имъ тече българска кръвь и ги каняли да се съюзятъ съ тѣхъ противъ искония врагъ на всичко българско въ епархията имъ и го разбиятъ. Гоненията и жестокоститѣ, съ която см служялъ той противъ обявилитѣ народностьта си българи въ епархията, сѫ толкова много и чудовищни, щото е невъвможно тука да се опишатъ всички... Звѣрскитѣ подвизи противъ българитѣ въ епархията на този джелатинъ-прелатъ високо се цѣнаха отъ грьцката пропаганда. На него тя гледаше като на спаситель на еллинизма отъ българското порабощение въ Стружишко и, ако не я бѣше срамъ, би го официално и още на животъ прогласила за святецъ. Неговата жажда за българска кръвь възмути дори турското население въ Струмица, съ изключение на каймакамина Али бей, който бѣше въ рѫцѣтѣ на Еротея слѣпо орѫдие, съ което той си служеше въ прѣслѣдването и оничтожаването на българитѣ въ епархията си; за хатъра на този мерзостенъ прелатъ, Али бей бѣше нацапалъ рѫцетѣ си въ невинна българска кръвь. | “ |

В Струмица Йеротей се сблъсква със съпротивата на водачите на българската партия – отец Тодор Тилков и учителя Агапий Войнов, които поддържани от Костадин Шулев и четиримата му братя, знатни търговци, отварят училище и български параклис. По заповед на Йеротей гавазите на митрополията пребиват до смърт двамата български водачи. Скандалът стига до валията в Солун, по искане на българите е произведена анката, вследствие на която каймакаминът в Струмица е уволнен, а на Патриаршията е наредено незабавно да махне Йеротей от Струмица.

### Воденски владика
В 1875 година Йеротей и митрополит Агатангел Воденски си разменят катедрите и Йеротей оглавява до 1896 година Воденската епархия. Във Воден Йеротей успява да привлече по-умерената от двете български партии около Лазо Бинчев и Януши. Така радикалната българска партия на Георги Гогов остава със 180 къщи, а всички останали имоти остават в гъркомански ръце.
Йеротей почива през 1896 година във Воден и е погребан в двора на митрополитската църква „Успение Богородично“.